# José María Calvo
José María Calvo, genannt „Pampa“ Calvo (* 15. Juli 1981 in Quenuma, Buenos Aires) ist ein argentinischer Fußballspieler.

## Spielerkarriere
Pampa Calvo startete seine Profikarriere als Fußballer beim argentinischen Topteam Boca Juniors, mit dem er von 2000 bis 2006 in sechs Jahren sage und schreibe zehn nationale und internationale Titel gewinnen konnte: 4 Mal die Meisterschaft, 2 Mal die Copa Libertadores, 2 Mal die Copa Sudamericana und 2 Mal die Recopa Sudamericana. Anfang 2007 zog es den talentierten Verteidiger als Leihspieler in Spaniens erste Liga zum akut abstiegsgefährdeten Aufsteiger Gimnàstic de Tarragona. Zwar konnte er den Abstieg auch nicht vermeiden, jedoch schaffte er den Durchbruch in einer europäischen Topliga. Im August 2007 hat sich Recreativo Huelva die Dienste des Spielers von den Boca Juniors gesichert und ihn bis Sommer 2008 ausgeliehen.
Nach nur vierzehn Einsätzen während der folgenden Saison zog Recreativo jedoch nicht die Kaufoption, so dass Calvo zu Boca zurückkehren musste.

## Erfolge

### Boca Juniors
- 2000 Apertura
- 2001 Copa Libertadores
- 2003 Apertura
- 2003 Copa Libertadores
- 2004 Copa Sudamericana
- 2005 Apertura
- 2005 Recopa Sudamericana
- 2005 Copa Sudamericana
- 2006 Clausura
- 2006 Recopa Sudamericana